# Nicolae Sorin Mitrofan
Nicolae Sorin Mitrofan (26 marzo 1999) è un saltatore con gli sci rumeno.

## Biografia
Originario di Săcele e attivo dall'agosto del 2011, Mitrofan ha esordito ai Campionati mondiali a Lahti 2017, dove si è classificato 13º nella gara a squadre, mentre nella rassegna iridata di Oberstdorf 2021 si è piazzato 12º nella gara a squadre e 11º nella gara a squadre mista; ha debuttato in Coppa del Mondo il 15 gennaio 2023 a Zakopane (50º) e ai successivi Mondiali di Planica 2023 è stato 10º nella gara a squadre. Non ha preso parte a rassegne olimpiche.